# Boeli van Leeuwen
Willem Cornelis Jacobus (Boeli) van Leeuwen (Curaçao, 10 oktober 1922 – Curaçao, 28 november 2007) was een Nederlands-Antilliaans schrijver en dichter.

## Levensloop
Hij was een zoon van Anna Maria Gorsira en Pieter Hendrik van Leeuwen, districtsmeester op Curaçao, daarna gezaghebber van Bonaire en later gezaghebber van de Bovenwindse Eilanden.
Van Leeuwen studeerde rechten in Leiden en promoveerde aan de Universiteit van Amsterdam. Op Curaçao vervulde hij verschillende publieke functies waaronder die van bestuurssecretaris van de Antillen. Na zijn pensionering werkte hij als pro-Deoadvocaat in de probleemwijk Scharloo.
Als schrijver debuteerde hij in 1959 met de roman De rots der struikeling waarvoor hij in 1961 de Vijverbergprijs (nu Ferdinand Bordewijk Prijs) kreeg. Binnen dit werk speelt het leven op Curaçao een belangrijke rol. Dit wordt veelal gekoppeld aan belangrijke Bijbelse thema's rondom schuld, seksualiteit en verantwoordelijkheid. De paradoxen tussen individu en sociale omgeving worden hiermee uitgedrukt.
In 1983 werd hem voor zijn literaire werk de Cola Debrotprijs toegekend. In 2007 ontving Van Leeuwen op zijn 85e verjaardag een ‘oeuvregeld’ van het Nederlandse Fonds voor de Letteren, dat formeel werd overhandigd ten paleize van de Gouverneur van de Nederlandse Antillen, Curaçao. Bij die gelegenheid hielden letterkundige Aart Broek, uitgever Franc Knipscheer, schrijver Tommy Wieringa en Sylvia Dornseiffer, directeur van het Fonds voor de Letteren, lezingen over Van Leeuwens leven en werk.
In 2009 werd de naar hem vernoemde Boeli van Leeuwenprijs ingesteld, een Curaçaose algemene cultuurprijs voor personen of organisaties die op cultureel, juridisch, bestuurlijk, sociaal of journalistiek gebied een intellectuele prestatie hebben geleverd van wetenschappelijke diepgang, die tevens voortgekomen is uit maatschappelijke betrokkenheid.
In 2013 verwierf het Letterkundig Museum in Den Haag de literaire nalatenschap van de in 2007 overleden auteur.
In 2022 werd ter gelegenheid van de honderdste verjaardag van zijn geboorte het boek Wie denk je dat ik ben? uitgegeven. Dit boek bevat een selectie van verhalen uit enkele van zijn boeken, De ruïne van een kathedraal {1996), De taal van de aarde (1997), Geniale anarchie (1990) en Ver weg dichtbij (2017), en materiaal uit 1947, dat nooit eerder is gepubliceerd.

## Werken
- 1947 – Tempels en woestijnen
- 1947 – De Mensenzoon
- 1959 – De rots der struikeling
- 1962 – Een vreemdeling op aarde
- 1966 – De eerste Adam
- 1978 – Een vader, een zoon
- 1985 – Schilden van leem
- 1988 – Het teken van Jona
- 1990 – Geniale anarchie
- 1996 – De ruïne van een kathedraal

## Over Boeli van Leeuwen
- Drie Curaçaose schrijvers in veelvoud: Boeli van Leeuwen, Tip Marugg, Frank Martinus Arion. Onder redactie van Maritza Coomans-Eustatia, Wim Rutgers, Henny E. Coomans. Zutphen: Walburg Pers, 1991. (Met uitvoerige primaire en secundaire bibliografie.);
- Kuyper, Martine, Na het Paradijsverhaal is alles plagiaat. Allusies in Het teken van Jona van Boeli van Leeuwen;
- Michiel van Kempen, Piet Verkruijsse en Adrienne Zuiderweg (red.), Wandelaar onder de palmen. Opstellen over koloniale en postkoloniale literatuur en cultuur, Leiden 2004, KITLV

## Trivia
- Over Curaçao schreef Boeli van Leeuwen: "Het is een dor eiland waarop ik geboren ben, schraal als het lichaam van een opgroeiende jongen; weerbarstig van droogte en verschroeid door het licht."
- Boeli van Leeuwen werd wel de 'Antilliaanse Márquez' genoemd.